# Wladimir Borissowitsch Pastuchow

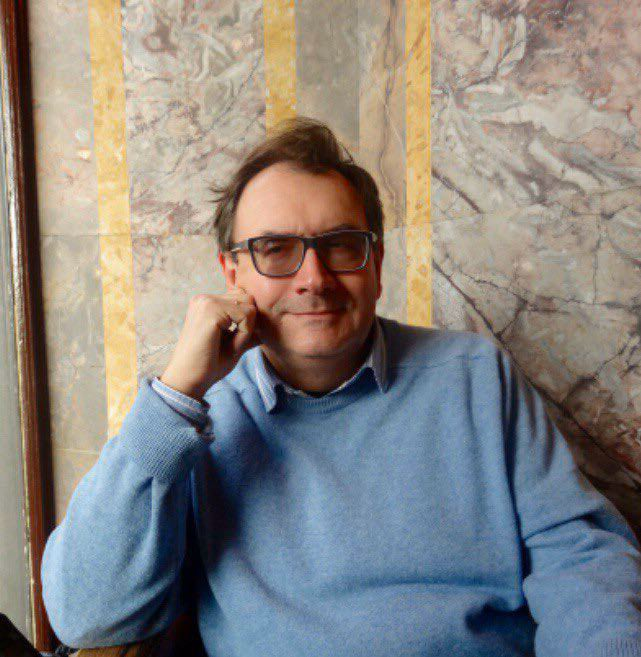
Wladimir Borissowitsch Pastuchow

Wladimir Borissowitsch Pastuchow (russisch Влади́мир Бори́сович Пастухо́в; * 22. April 1963 in Kiew) ist ein russischer Politikwissenschaftler, Rechtswissenschaftler, Rechtsanwalt und ehrenamtlicher leitender wissenschaftlicher Mitarbeiter der Schule für Slawistik und Osteuropastudien des University Colleges London. Er ist Autor der „Verfassung von Konzepten“, die geschriebener Kodex ungeschriebener Regeln, die echte Substanz des Lebens in Russland festlegt, ist.

## Biografie

### Frühes Leben
Wladimir Pastuchow ist am 22. April 1963 in Kiew geboren. Sein Vater war Rechtsanwalt, seine Mutter war Wirtschaftswissenschaftlerin. Nach der Sekundarbildung schrieb Wladimir Pastuchow sich an der juristischen Fakultät der Kiewer Staatlichen Universität ein, die er 1985 mit einem Diplom in Rechtswissenschaften absolviert hat.

### Postgraduales Studium
Im Jahr 1989 wurde Pastuchow mit seiner Dissertation zum Thema Die politische Macht in der sozialistischen Gesellschaft: das Wesen und die Erscheinung (gnoseologischer Aspekt der Studie) am Institut für Staat und Recht promoviert und wurde Kandidat der Rechtswissenschaften.
Im Jahr 1995 wurde er mit der Dissertation zum Thema Die historisch-kulturelle Konditionalität der Evolution der politischen Macht in Russland am Institut für Vergleichende Politikwissenschaft der Russischen Akademie der Wissenschaften zum Doktor der Politikwissenschaften promoviert.

### Rechtspraxis
Wladimir Pastuchow wurde im Jahr 1999 als russischer Rechtsanwalt zugelassen. Er ist noch immer (Stand September 2023) russischer Rechtsanwalt (Registriernummer 77/520) und Mitglied der Rechtsanwaltskammer der Stadt Moskau. Er übt seinen Beruf beim städtischen Rechtsanwaltskollegium von Moskau aus, in der Abteilung „Rechtsanwaltsbüro №21“.
Als Rechtsanwalt spezialisierte Pastuchow sich auf gesellschaftsrechtliche Streitigkeiten. In den 2000er Jahren vertrat er die Interessen der Fondsgesellschaft Hermitage Capital Management in ihrem Konflikt mit den russischen Behörden. Im Juli 2008 reichten er und sein Kollege Eduard Chairetdinow als Bevollmächtigte dieser Fondsgesellschaft bei der Strafverfolgungsbehörde eine Klage ein, um ein Strafverfahren wegen Betrugs zu eröffnen. Danach führte die russische Polizei eine Durchsuchung in seinem Anwaltsbüro durch, bei der die Vollmachten, die die Fondsgesellschaft den Rechtsanwälten ausgestellt hatte, beschlagnahmt wurden. Die russischen Ermittlungsbehörden eröffneten daraufhin ein Strafverfahren nach Artikel 327 des russischen Strafgesetzbuchs („Verwendung eines vorsätzlich gefälschten Dokumentes“) mit der Begründung, dass „die ausländischen Eigentümer der Fondsgesellschaft nicht in der Lage waren, den russischen Rechtsanwälten Vollmachten auszustellen, weil diese Eigentümer nicht in das Gebiet der Russischen Föderation eingereist waren“. Das Argument der Verteidigung, dass eine persönliche Anwesenheit der Eigentümer in Russland für die Ausstellung der Vollmachten an die russischen Rechtsanwälte nicht notwendig war, wurde als "nicht überzeugend" befunden. In diesem Moment verließ Pastuchow Russland und begab sich nach London, um dort zu leben. Das Strafverfahren wurde im September 2010 wegen Ablaufs der Verjährungsfrist für Strafverfolgungen abgeschlossen. Alexander Antipow, Rechtsanwalt, der Pastuchow in diesem Strafverfahren verteidigte, hat die entsprechende Entscheidung des Ermittlers mit der Forderung, den Rechtsgrund des Abschlusses des Strafverfahrens in das Nichtvorhandensein eines Corpus Delicti zu ändern, angefochten.

### Akademische Karriere
In den Jahren 1989–1995 arbeitete Pastuchow im Institut der Internationalen Arbeiterbewegung in Moskau. In den Jahren 1995–1999 war er leitender wissenschaftlicher Mitarbeiter beim Institut für Lateinamerika-Studien in Moskau. In den Jahren 1999–2008 war er wissenschaftlicher Direktor des Instituts für Recht und öffentliche Politik in Moskau. Außerdem lehrte er Rechtswissenschaften an der Wirtschaftshochschule.
Nach seiner Flucht aus Russland setzte Pastuchow seine wissenschaftliche Tätigkeit und Lehrtätigkeit im Vereinigten Königreich fort. Seit 2015 ist er ehrenamtlicher leitender wissenschaftlicher Mitarbeiter der Schule für Slawistik und Osteuropastudien des University College London.

### Tätigkeit als Publizist
Pastuchow ist Experte für russische Politik. Er hat viele analytische Artikel über die russische Politik und das russische Rechtssystem geschrieben. Er ist Kolumnist in verschiedenen Zeitungen, Zeitschriften und Websites, wie zum Beispiel der Nowaja gaseta, Republic.ru, Kasparov.ru, MBK-media, und Echo Moskwy (bis zur Schließung im Jahr 2022).

### Status als „ausländischer Agent“
Am 5. Mai 2023 erklärte das Justizministerium der Russischen Föderation Wladimir Pastuchow zum „ausländischen Agenten“.

### Familie
Wladimir Pastuchow hat eine Frau Julija, die er 1988 heiratete. Das Paar hat einen Sohn Boris, der 1993 in Moskau geboren wurde und jetzt englischer Solicitor (Registriernummer 638500) ist.

## Werke

### Bücher
- Три времени России. Общество и государство в прошлом–настоящем–будущем. Moskau 1994, ISBN 5-86004-015-6
- Украинская революция и русская контрреволюция. Moskau 2014, ISBN 978-5-94282-744-1
- Революция и конституция в посткоммунистической России. Moskau 2018, ISBN 978-5-94282-830-1

### Artikel
- Государство диктатуры люмпен-пролетариата. Для России сегодня актуально не демократическое, а национально-освободительное движение. In: Nowaja gaseta, Nr. 91, 15. August 2012.
- Конституционный тупик. Допустима ли дискуссия о маршрутах эвакуации из авторитарного государства? In: Nowaja gaseta, Nr. 113, 12. Oktober 2018.
- «Крысы» вместо юристов. Почему требование правового государства должно стать для России главным лозунгом десятилетия. In: Nowaja gaseta, 7. Januar 2020.
- Переучредить Россию! За фасадом транзита власти и текстом послания президента скрывается идея создания корпоративного государства. Такое уже было, и не в СССР. In: Nowaja gaseta, Nr. 6, 22. Januar 2020.
- Революция отходит с Белорусского вокзала. Стратегия мирного протеста серьёзно дискредитирована в Минске. In: Nowaja gaseta, Nr. 102, 18. September 2020.
- Операция «Русская хромосома». Что делать после. In: Nowaja gaseta, Nr. 30, 23. März 2022.